# Simanosor (Sibabangun)
Simanosor is een bestuurslaag in het regentschap Tapanuli Tengah van de provincie Noord-Sumatra, Indonesië. Simanosor telt 2476 inwoners (volkstelling 2010).